# Oklepnica
Oklépnica (tudi oklópnica in redko knjižno oklopnjáča) je bil tip vojne ladje parno gnane z vijakom značilne za zgodnjo drugo polovico 19. stoletja. Oklepnice so bile zaščitene s kovanoželeznimi ali jeklenimi oklepnimi ploščami. Razvili so jih zaradi ranljivosti lesenih vojnih ladij na eksplozive ali zažigalne granate. Prvo oklepnico La Gloire je splovila Francoska vojna mornarica novembra 1859.
Britanska admiraliteta je obravnavala oklepne vojne ladje od leta 1856 in pripravila zasnovno konstrukcijo za oklepno korveto leta 1857, vendar je Kraljeva vojna mornarica v začetku leta 1859 začela graditi dve z jeklom oklepljeni fregati, do leta 1861 pa se je odločila, da bo začela uporabljati bojno ladjevje samo z oklepi. Po prvih oboroženih spopadih oklepnic leta 1862 med ameriško državljansko vojno je postalo jasno, da bodo oklepnice nadomestile neoklepljene linijske ladje kot najmočnejše ploveče vojne ladje. Ta tip ladje je v ameriški državljanski vojni postal zelo uspešen.
Oklepnica je včasih sopomenka za bojno ladjo, kasnejši tip najmočnejše vojne ladje. Izraz oklepnica je ostal v rabi za železne in jeklene vojne ladje do 1880-tih, nato pa ga je nadomestil izraz bojna ladja.